# Wallenia purpurascens
Wallenia purpurascens là một loài thực vật có hoa trong họ Anh thảo. Loài này được (Urb.) Mez miêu tả khoa học đầu tiên năm 1901.